# Sciara fasciata
Sciara fasciata är en tvåvingeart som först beskrevs av Walker 1856.  Sciara fasciata ingår i släktet Sciara och familjen sorgmyggor. Inga underarter finns listade i Catalogue of Life.